# Менла (селище)
Менла (кит. спр. 勐腊镇, піньїнь: Mĕnglà Zhèn) — містечко в південнокитайській провінції Юньнань, адміністративний центр повіту Менла у Сішуанбаньна-Дайській автономній префектурі.

## Географія
Менла розташовується на півдні Юньнань-Гуйчжоуського плато неподалік від кордону з В'єтнамом — висота понад 1000 метрів над рівнем моря нівелює спекотний клімат низьких широт.

### Клімат
Селище знаходиться у зоні, котра характеризується вологим субтропічним кліматом. Найтепліший місяць — травень із середньою температурою 25.6 °C (78 °F). Найхолодніший місяць — січень, із середньою температурою 16.7 °С (62 °F).
| Клімат Менли            | Клімат Менли | Клімат Менли | Клімат Менли | Клімат Менли | Клімат Менли | Клімат Менли | Клімат Менли | Клімат Менли | Клімат Менли | Клімат Менли | Клімат Менли | Клімат Менли | Клімат Менли |
| Показник                | Січ.         | Лют.         | Бер.         | Квіт.        | Трав.        | Черв.        | Лип.         | Серп.        | Вер.         | Жовт.        | Лист.        | Груд.        | Рік          |
| Середній максимум, °C   | 24           | 27           | 30           | 32           | 31           | 30           | 29           | 29           | 29           | 28           | 26           | 23           | 28           |
| Середня температура, °C | 17           | 19           | 21           | 24           | 26           | 26           | 25           | 25           | 25           | 23           | 20           | 18           | 22           |
| Середній мінімум, °C    | 11           | 11           | 13           | 17           | 20           | 22           | 22           | 21           | 20           | 18           | 15           | 12           | 16           |
| Норма опадів, мм        | 26           | 22           | 37           | 98           | 172          | 223          | 300          | 314          | 161          | 98           | 53           | 26           | 1531         |
| ----------------------- | ------------ | ------------ | ------------ | ------------ | ------------ | ------------ | ------------ | ------------ | ------------ | ------------ | ------------ | ------------ | ------------ |
| Джерело: Weatherbase    |              |              |              |              |              |              |              |              |              |              |              |              |              |